# ألكسندر سميرنوف (لاعب كرة قدم روسي)
ألكسندر سميرنوف (6 يونيو 1982 - ) هو لاعب كرة قدم روسي في مركز الوسط. لعب مع FC Lada-Tolyatti ‏ وسوكول ساراتوف ‏ وFC Spartak-MZhK Ryazan ‏ وFC Metallurg Vyksa ‏ وFC Titan Klin ‏ وأسمرال موسكو ونادي خيمكي.

## وصلات خارجية
- ألكسندر سميرنوف (لاعب كرة قدم روسي) على موقع قاعدة بيانات كرة القدم.إي يو (الإنجليزية)
- ألكسندر سميرنوف (لاعب كرة قدم روسي) على موقع Soccerway.com (الإنجليزية)